# Villel de Mesa
Villel de Mesa község Spanyolországban, Guadalajara tartományban. Villel de Mesa Algar de Mesa, Tartanedo, Mochales, Arcos de Jalón és Sisamón községekkel határos. Lakosainak száma 166 fő (2024).

## Népesség
A település népessége az utóbbi években az alábbiak szerint változott:
| Lakosok száma | 251  | 227  | 210  | 176  | 219  | 204  | 198  | 182  | 180  | 166  |
|               | 2001 | 2004 | 2006 | 2009 | 2011 | 2014 | 2016 | 2019 | 2021 | 2024 |